# 9171 Carolyndiane
9171 Carolyndiane è un asteroide della fascia principale. Scoperto nel 1989, presenta un'orbita caratterizzata da un semiasse maggiore pari a 2,5867603 UA e da un'eccentricità di 0,1259372, inclinata di 14,85856° rispetto all'eclittica.